# Dyplolabia
Dyplolabia es un género de hongo liquenizado de la familia Graphidaceae.